# الاستثمار في المغرب

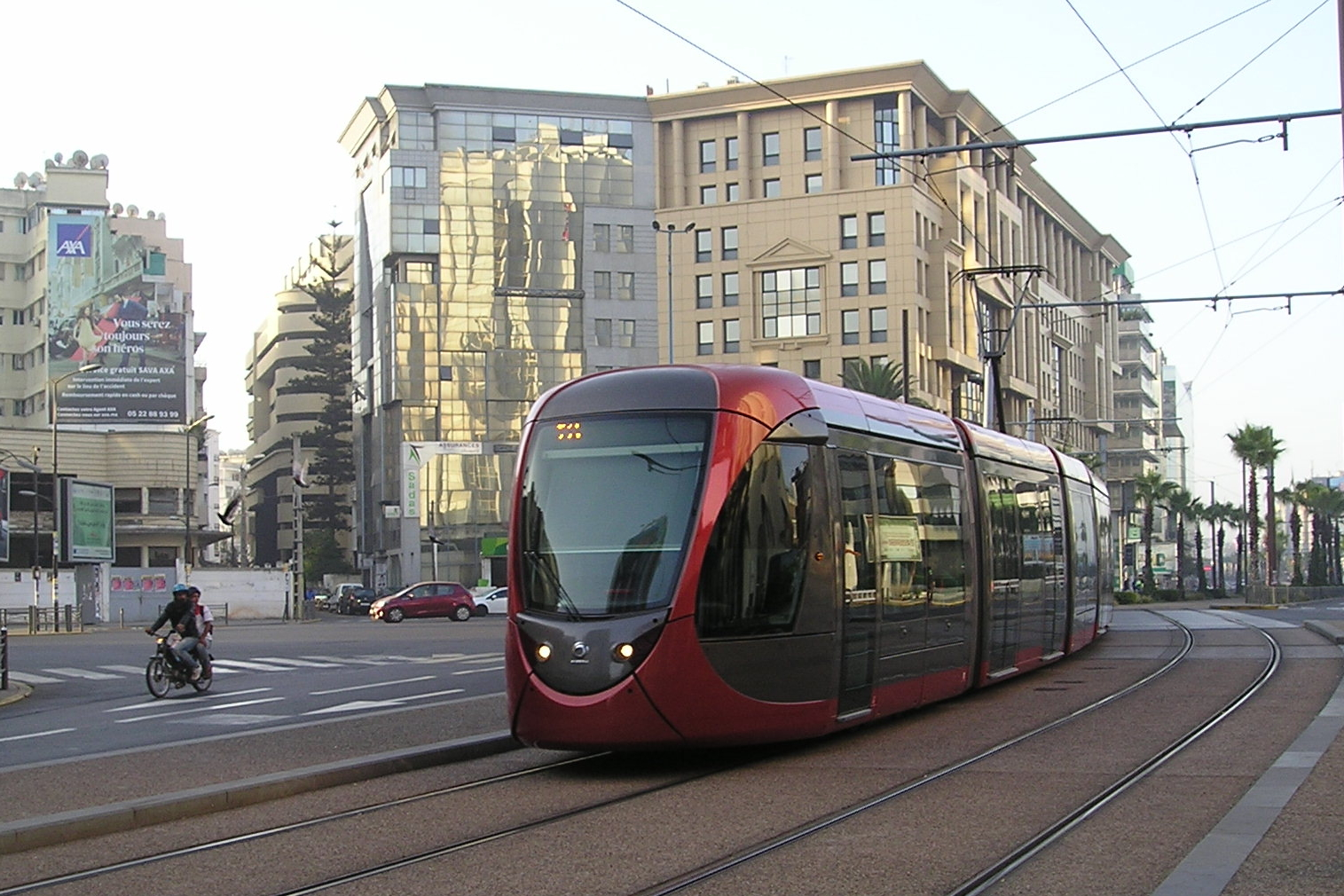
العاصمةالاقتصادية للمغرب الدار البيضاء

يتوفر المغرب على مناخ جيد للاستثمار حيث تقوم المملكة المغربية بتطوير استراتيجيتها لجذب الاستثمار الأجنبي المباشر، حيث تمنح المملكة المغربية حريات أساسية للمستثمرين ترتكز في حق الاستثمار، حق تحويل الأرباح، وحق تحويل منتوجات، والتفويت تحت شروط معينة.
ازدادت الاستثمارات الأجنبية المباشرة في المغرب من 2.4 مليار دولار عام 2006 إلى 2.57 مليار دولار في عام 2007، حيث أصبحت البلاد في المرتبة الرابعة في أفريقيا ضمن المستفيدين من الاستثمار الأجنبي المباشر. على الرغم من أن دراسات أخرى تذكر أرقام أعلى بكثير.

## تشجيع الاستثمار
قام المغرب بعدة إصلاحات اقتصادية و اجتماعية و قانونية لتأمين وتسهيل إقامة المستثمرين الأجانب عن طريق
التدابير الضريبية المشجعة، تبسيط وتوحيد المساطر عن طريق خلق مراكز جهوية للإستثمار. 

## ميثاق الاستثمار
ميثاق الإستثمار بالمغرب تم اعتماده سنة 1995 لتشجيع المستثمرين الأجانب على إنجاز مشاريع إستثمارية بالمغرب، من بين التدابير التحفيزية التي تم إتخادها:
- تعفى من رسوم التسجيل عقود شراء الأراضي المعدة لإنجاز مشروع من مشاريع الاستثمار.
- فرض رسم تسجيل نسبته 2.5% على عقود شراء الأراضي المعدة للقيام بعمليات التجزيء و البناء .
- فرض رسم تسجيل أقصاه 0.50% على حصص المساهمة في الشركات حين تأسيسها أو الزيادة في رأس مالها.

الرسوم الجمركية:
| رسوم الاستراد | النسبة |
| ------------- | ------ |
| النسبة الدنيا | 2.5%   |
| النسبة القصوى | 10%    |

- إعفاء مواد التجهيز من الاقتطاع الضريبي عند الاستراد.

يعطي ميثاق الإستثمار نظام جبائي تفضيلي للشركات المصدرة للمنتوجات و الخدمات:
- الإعفاء التام من الضريبة على الشركات و على الدخل خلال السنوات الأولى من إستغلال المقاولة.
- تخفيض 50 في المائة من هذه الضريبة ما بعد خمسة سنوات.
- حماية الإستثمارات و حرية تحويل رؤوس الأموال.
- ضمان عدم التمييز بين المستثمرين المغاربة و الأجانب.
- جميع المشاريع التي تفوق 200 مليون درهم بالإضافة إلى الامتيازات الضريبية تستفيد كذلك من الإعفاء من رسوم الإستيراد و إجراءات لصالح التطور الجهوي.

## قانون الاستثمار في الإطار الدولي
1. حماية المستثمرين في إطار الإتفاقيات الدولية،
2. اتفاقيات إنعاش و حماية الإستثمار،
3. اتفاقيات عدم الازدواجية الضريبية المبرمة بين المغرب و 40 دولة،
4. حماية المستثمر في إطار القانون الداخلي
5. قانون مدونة الشغل،
6. القانون الجديد للشركات المجهولة الاسم،
7. قانون الملكية الصناعية،
8. قانون حول الملكية الثقافية،
9. القانون المنظم للتجارة.

## التحفيزات الجبائية
شرع المغرب في تطوير النظام الجبائي و تكييفه مع متطلبات النمو الاقتصادي السريع و المستديم تمت مواكبة هذه الإصلاحات بتخفيض معدل الضرائب لتقريبها مع ماهو معمول به دوليا هذه الإصلاحات تخص جانبين:
تبسيط و تحديث المقتض الجبائي، و بالخصوص تلخيصها في أربع ضرائب أساسية:
| ضرائب أساسية        | النسبة                      |
| ------------------- | --------------------------- |
| الضريبة على الدخل   | ↓ تم تخفيضها إلى 38 ℅       |
| الضريبة على الشركات | تم تحديدها في 30 ℅ و 17,5 ℅ |

هذا النظام بالنسبة للمقاولات الفندقية، المنجمية، الصناعة التقليدية و مؤسسات التعليمية الخاصة و التكوين المهني.

## النظام التعاقدي
هو نظام تحفيزي للإستثمار وضعه المغرب من أجل تشجيع الإستثمارات و دعم بعض القطاعات المهمة في الاقتصاد الوطني، وهو رهن إشارة المستثمرين الأجانب و المحليين.
"هذه التدابير تخص ثلاث امتيازات خاصة لصالح المستثمر و ذلك في إطار اتفاقيات أو عقود الإستثمار مع الدولة و هي:"
1. مساعدات مباشرة ممنوحة من طرف مؤسسة إنعاش الإستثمار،
2. مساعدات ممنوحة من طرف صندوق الحسن الثاني للتنمية الاقتصادية و الاجتماعية،
3. مساعدة على شكل إعفاء من الضريبة على القيمة المضافة في إطار الفصل 7,1 من قانون المالية عدد 98-12 و الفصول 6-1-92-123-22 من المدونة العامة للضرائب.[5]